# توخه
توخه (به یونانی: Τύχη)، در اسطوره‌های یونان، الهه نیک‌بختی و شانس است.
او کنترلِ خوب و بد بودنِ سرنوشت و اقبال شهر را در دست داشت. معنای نام او در یونانی "شانس" است. این الهه معمولاً تاجی بر سر دارد که مانند دیوارهای یک شهر است و بیشتر اوقات یک شاخه بزرگ در دست دارد که آن را برای دیگران تکان می دهد.
او دختر اوکئانوس و تتوس و یکی از اوکئانیدها است.
معادل رومی او فورتونا است.